# Tupolev I-14
Le Tupolev I-14 également connu sous le nom ANT-31 est un avion de chasse soviétique des années 1930. C'est un monoplan, monomoteur, monoplace à train rétractable. Il n'a été construit qu'en petite quantité, l'URSS ayant finalement privilégié le Polikarpov I-16 comme avion de chasse. 

## Conception et développement
En 1932, l'Armée de l'air soviétique établit les spécifications pour un chasseur monoplan à hautes performances capable d'opérer aux côtés des biplans plus agiles mais plus lents. Le bureau d'étude Tupolev confia la tâche de répondre à ces spécifications à une équipe dédiée menée par Pavel Soukhoï. Cette équipe conçut ANT-31, un monoplan à ailes basses cantilever, équipé d'un train d'atterrissage rétractable, d'un cockpit fermé et d'un armement lourd.
L'avion avait un fuselage métallique monocoque et des ailes en tôle ondulée. Le train d'atterrissage principal se rétractait en arrière dans les ailes grâce à des câbles et une manivelle actionnée par le pilote. Le premier prototype était propulsé par un moteur en étoile Bristol Mercury importé de 580 ch et équipé d'un carénage NACA et d'une hélice en bois bipale. Il était armé d'une unique mitrailleuse PV-1 et de deux canons sans recul Kurchevsky APK-37 sous les ailes.
L'ANT-31, qui reçut la désignation I-14 (Istrebitel pour chasseur), fit son premier vol le 27 mai 1933. Il se montra agile mais difficile à piloter et sous-motorisé avec le moteur Mercury comprimé en particulier à basse altitude. Il fut alors décidé de construire un second prototype, le I-14bis (aussi appelé ANT-31bis ou I-142) avec un moteur Wright Cyclone aussi importé de 712 ch, des ailes lisses et un nouveau train d'atterrissage. Le I-14bis montra d'excellentes performances, même s'il était encore difficile à piloter. Une commande de 55 appareils fut alors passée, avec un moteur Shvetsov M-25, une version sous licence du Cyclone, avec un armement de deux canons Kurchevsky APK-11 de 45 mm et deux mitrailleuses ShKAS. L'avion étant produit par l'usine GAZ-125 à Irkoutsk en Sibérie.

## Histoire opérationnelle
Les livraisons débutèrent en novembre 1936, avec un armement modifié, composé d'une mitrailleuse ShKAS et un canon ShVAK de 20 mm. À ce moment, le Polikarpov I-16 rival était déjà mis en service, la production du I-14 fut alors stoppée après 18 unités et le type fut retiré du service.

## Opérateurs
Union soviétique
VVS